# Аюрведа
Аюрведа (деванагарі: आयुर्वेद — «наука життя») — стародавня система традиційної медицини, що походить з Південної Азії та нині практикується і в інших районах світу як альтернативна медицина. Назва походить від слів āyu IAST — «життя» і veda IAST — «знання» санскритом. Система розвинулася з часом та залишається популярною в Південній Азії.

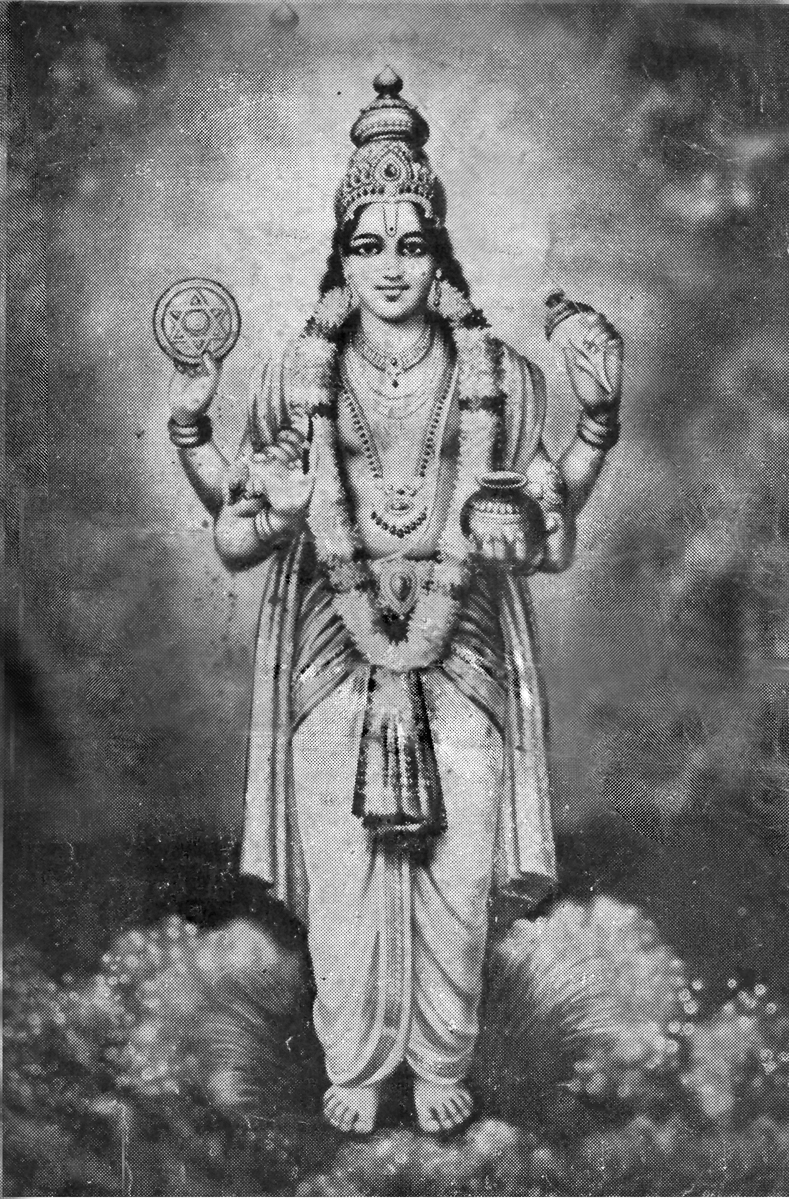
Бог Аюрведи Дханвантарі аватара Вішну

Аюрведа містить багато елементів, описаних у всіх чотирьох Ведах. Найраніші описи системи в літературі з'явилися протягом Ведичного періоду, зокрема в таких впливових текстах з медицини як «Сушрута Самхіта» і «Чарака-самхіта». У цій системі важливе місце посідає профілактика хвороб, у тому числі опис «здорового» способу життя та наближення до природи.
Аюрведа — це медична система, яка визнає, що, зрештою, вся мудрість виникає з одного абсолютного джерела (Параматман). Здоров'я проявляється з ласки Абсолюту, що діє за допомогою законів Природи (Пракріті). Аюрведа допомагає природі, закликаючи людей жити в рівновазі з її законами й таким чином сприяючи гармонії між природою і людиною.
У Західному світі Аюрведа відносно популярна, як система альтернативної медицини, а певні її методи, такі як використання певних трав, масаж і йога, використовуються окремо, хоча ці методи й не унікальні до цієї системи.
А також, наразі ведуться дослідження історичного взаємозв'язку та взаємовпливу традиції йоги, расашастри та аюрведи.